# Juan Iturbe
Juan Manuel Iturbe (ur. 4 czerwca 1993 w Buenos Aires) – paragwajski piłkarz argentyńskiego pochodzenia występujący na pozycji napastnika w meksykańskim klubie Tijuana, do którego jest wypożyczony z AS Romy. Reprezentant Paragwaju oraz były młodzieżowy reprezentantem Argentyny.

## Kariera klubowa

### Cerro Porteño
28 czerwca 2009 roku w wieku 16 lat Iturbe zadebiutował w pierwszym zespole Cerro Porteño podczas ligowego spotkania z Libertad rozegranym w ramach 21. kolejki Primera división paraguaya.

### Quilmes
W wieku 17 lat Iturbe wciąż nie miał podpisanego profesjonalnego kontraktu z Cerro Porteño. W związku z tym w sierpniu 2010 roku przeniósł się on do Quilmes na zasadzie wolnego transferu.

### Porto
W styczniu 2011 Iturbe potwierdził, iż podpisał kontrakt z portugalskim klubem FC Porto, do którego przeniesie się po ukończeniu osiemnastego roku życia. Przed transferem do Portugalii zainteresowanie zawodnikiem wyrażał także angielski Manchester United. Po uzgodnieniu warunków transferu do Porto Iturbe w lutym 2011 roku powrócił do Cerro Porteño na zasadzie wypożyczenia i w klubie tym przebywał aż do czerwca 2011, gdy osiągnie pełnoletniość. Wkrótce po tym zdobył on swoją pierwszą bramkę w rozgrywkach Copa Libertadores.

### River Plate
29 grudnia 2012 roku potwierdzono półroczne wypożyczenie zawodnika do River Plate, gdzie grał z numerem 15.

## Kariera reprezentacyjna

### Paragwaj
Iturbe spędził większość swojego życia w Paragwaju i to właśnie w młodzieżowym zespole tego kraju zaczął swoją reprezentacyjną karierę. W 2009 roku podczas towarzyskiego spotkania z Chile Iturbe, w wieku 16 lat, zadebiutował w dorosłej reprezentacji Paragwaju, jednakże nie zamknęło mu to drogi do ewentualnej zmiany kraju, który chciałby reprezentować.

### Argentyna
Z czasem wypadł z kręgu zainteresowania selekcjonera Paragwaju i zdecydował się reprezentować Argentynę. Juan Iturbe był częścią kadry złożonej z najbardziej utalentowanych graczy w Argentynie, która trenowała wraz z pierwszą reprezentacją powołaną na Mundial 2010. Następnie zdecydował on przyjąć powołanie do reprezentacji Argentyny do lat 20. W 2011 roku Iturbe znalazł się w 20-osobowej kadrze powołanej na młodzieżowe mistrzostwa Ameryki Południowej, na którym to turnieju zdobył trzy gole i wraz z reprezentacją zajął trzecie miejsce.